# Матилда от Франкония
Матилда от Франкония (на немски: Mathilde von Franken, * ок. 1027, † януари 1034) от Салическата династия, е дъщеря на император Конрад II и съпругата му Гизела Швабска. Сестра е на Хайнрих III (император на Свещената Римска империя 1046 – 1056).
Матилда е сгодена на 5 години през май 1033 г. за Анри I, крал на Франция. Тя умира през януари 1034 г. Погребана е в катедралата на Вормс.